# Regina Spektor
Regina Spektor (rusă: Регина Ильинична Спектор, n. 18 februarie 1980) este o cântăreață și pianistă americană. Muzica ei este asociată scenei anti-folk, centrată în East Village, New York.

## Copilărie
Spektor s-a nascut în URSS, Moscova, într-o familie de evrei. Tatăl ei, Ilya Spektor este un fotograf și un violonist amator. Mama sa, Bella Spektor, a fost o profesoară de muzică într-un colegiu rus de muzică, iar in prezent predă într-o școală primară publică în Mount Vernon, New York.
Spektor a invățat să cânte la pian exersând la un Petrof vertical, care a fost dat mamei ei de către bunicul acesteia. A fost introdusă muzicii rock and roll prin formații cum ar fi The Beatles, Queen și The Moody Blues, de către tatal ei, care a obtinut astfel de înregistrari din Europa de Est și facea schimb de casete cu prieteni în Uniunea Sovietica. Familia a părăsit Uniunea Sovietică în anul 1989, când Regina avea nouă ani, în timpul perioadei Perestroika, când cetățenilor sovietici le era permis să emigreze. Regina a trebut să își lase pianul în urmă.
Călătorind inițial în Australia, apoi în Italia, familia s-a așezat în Bronx, New York, unde Spektor a absolvit la Academia SAR, o școală gimnazială în secțiunea Riverdale a Bronxului. A urmat apoi liceul, timp de doi ani, la Școala Frisch, o yeshiva în Paramus, New Jersey, după care s-a transferat la o școală publică, Fair Lawn High School, în Fair Lawn, New Jersey, unde a terminat ultimii doi ani ai educației sale liceale.

## Începutul carierei
Spektor a studiat pianul clasic în New York cu Sonia Vargas, un profesor la Manhattan School of Music, până când a împlinit 17 ani; tatăl lui Spektor a întâlnit-o pe Vargas prin intermediul soțului acesteia, violonistul Samuel Marder. Deși familiei nu i-a fost în putință să aducă pianul lor din Rusia, Spektor a gasit un pian la care să cânte în subsolul sinagogii ei.
Spektor a fost inițial interesată numai în muzica clasică, dar mai târziu și de hip hop, rock și punk. Deși a compus la început cântece în jurul casei, Spektor a devenit interesată pentru prima oară de compuneri mai formale în timpul unei vizite în Israel cu Institutul Nesiya în anii săi de adolescență când a atras atenția celorlalți copii din excursie cu cântecele pe care le-a compus în timpul drumețiilor și a realizat că avea o aptitudine pentru compus cântece.
În urma acestei excursii, a fost expusă muzicii lui Joni Mitchell, Ani DiFranco și alți compozitori/cântăreți, care au încurajat-o spre a-și compune propriile cântece. A scris primele cântece acapella în jurul vârstei de șaisprezece ani, iar primele cântece pentru voce și pian când avea aproape optsprezece ani.
Spektor a terminat programul de patru ani de compunere studio la Conservatorul de Muzică de la Purchase College, în trei ani, absolvind cu onoruri in 2001. În acest timp, a lucrat pentru o scurtă perioadă la o fermă de fluturi în Luck, Wisconsin și a studiat in Tottenham, Anglia timp de un semestru.
A căpătat faimă prin spectacole pe scena anti-folk în New York City, în special la Sidewalk Cafe din East Village, dar și la Living Room, Tonic, Fez, Knitting Factory și CBGB. În această perioadă, a vândut CD-uri produse de ea la spectacolele sale: 11:11 (2001) și Songs (2002).

## Stil
Spektor a afirmat că a creat un număr mare de cântece, dar de rare ori le scrie. De asemenea, a afirmat că nu a aspirat niciodată să scrie cântece, ci acestea vin de la sine. Cântecele lui Spektor nu sunt, de obicei, autobiografice, ci sunt bazate pe scenarii și personaje din imaginația sa. Cântecele sale sunt influențate de muzica folk, punk, rock, evreiască, rusă, hip hop, jazz și clasică. Stilul muzical al lui Spektor a fost comparat cu cel al lui Tori Amos și al Fionei Apple și cu stilul vocal al lui Bjork. Spektor a afirmat că lucrează din greu pentru a se asigura că fiecare cântec al ei are propriul stil muzical, în loc de a adopta unul distinctiv.
Spektor posedă o largă gamă vocală și o exploatează cu succes. De asemenea, explorează o serie de tehnici vocale variate și deosebite, neobișnuite, cum ar fi versuri ce constituie numai din sunete de trompetă, făcute cu buzele sau porțiuni în stil beatboxing, în mijlocul baladelor. Se folosește și de unele tehnici muzicale neobișnuite cum ar fi utilizarea unei baghete pe suprafața pianului sau a scaunului pentru a crea ritmul. O parte a stilului ei rezultă dintr-o exagerare a unelor aspecte ale vocalizării, cum ar fi ocluziunea glotală, care apare de multe ori în single-ul "Fidelity". În pronunțarea anumitor cuvinte, folosește un puternic accent New York-ez, care provine din iubirea ei față de New York și cultura acelui loc.
Reușește să combine versurile, astfel încât deseori iau forma narațiunilor abstracte sau a studiilor de personaje la persoana întâi, asemănător poveștilor scurte adaptate muzical. Spektor, de obicei, cântă în engleză, deși câteodată include versuri în latină, rusă, franceză și alte limbi. Unele versuri reprezintă aluzii literare, cum ar fi F. Scott Fitzgerald și Ernest Hemingway în "Poor little rich boy", "Micul prinț" în "Baobabs", Virginia Woolf și Margaret Atwood în "Paris", Ezra Pound și William Shakespeare în "Pound of Flesh", "Hamlet" în "The Virgin Queen", Boris Pasternak în "Apres Moi", Samson și Deliah în "Samson" și "Regele Oedipus" în "Oedipus", Billie Holiday în "Lady" și "Ethan Frome" în "2.99 cent blues". A facut aluzii și la The Beatles și Paul McCartney în cântecul "Edit". A folosit și o replică din "California" în cântecul ei "The Devil Came to Bethlehem". Temele și motivele din versurile lui Spektor cuprind dragostea, moartea, religia, viața citadină și unele fraze cum ar fi "săpători de morminte", copacul cunoașterii binelui și răului și numele "Mary Ann". Satira lui Spektor este evidentă în cântecul "Wasteside", care se referă la romanul satiric al scriitorilor sovetici Ilif și Petrov, intitulat "Cele doisprezece scaune", ce descrie orașul în care oamenii se nasc, li se taie părul și sunt trimiși la cimitir.
În primele albume ale lui Spektor, multe din piese aveau o producție vocală "săracă". În albumele recente, în special "Begin to Hope", a atribuit mai multă importanță producției pieselor și s-a bazat mai mult pe instrumente rock și pop. Spektor spune că albumele care au cel mai mare impact asupra ei sunt cele în care "muzica este foarte implicată", mai ales The Beatles, Bob Dylan, Billie Holiday, Radiohead, Tom Waits și Frederic Chopin, ca influențe principale.

## Spectacole
Primul turneu național al lui Spektor a fost în compania formației "The Strokes", la deschiderea turneului acestora, "Room on Fire", în timpul căruia formația a interpretat piesa "Modern Girls & Old Fashion Men". "Kings of Leon" era a doua formație care facea deschiderea turneului și au invitat-o pe Regina la propriul turneu european, care a avut loc după turneul formației The Strokes. În iunie 2005, Spektor a fost prezentă la deschiderea turneului "Hopes and Fears Tour" al formației engleze de rock, "Keane", timp în care a interpretat piese la "Radio City Music Hall", pe 7 iunie 2005. În timpul turneului său pentru a promova albumul "Begin to Hope", Spektor a vândut toate biletele la două specatole, la teatrul "The Town Hall", în New York pe septembrie 27-28, 2006.
Spektor a apărut la emisiunile "Late Night with Conan O'Brien" (de trei ori), "The Tonight Show with Jay Leno" (de două ori), "Jimmy Kimmel Live" (de două ori), "Last Call with Carson Daly" (de cinci ori), "Late Show with David Letterman", "CBS News Sunday Morning", "Good Morning America" și "Australia's Rove Live".
Deși, în general, cantă numai material original, Spektor interpretează ocazional preluări. Cele mai renumite au fost piese de Leonard Cohen și Madonna, cu ocazia 2nd Annual Jewish Music & Heritage Festival pe strada 92nd Street Y, în New York.

## Discografie
Albums
- 2001: 11:11
- 2002: Songs
- 2004: Soviet Kitsch
- 2006: Begin to Hope
- 2009: Far
- 2012: What We Saw from the Cheap Seats
- 2016: Remember Us to Life
- 2022: Home, Before and After

## Premii și nominalizări
| An   | Asociație              | Categoria                          | Lucrare nominalizată | Rezultat     |
| ---- | ---------------------- | ---------------------------------- | -------------------- | ------------ |
| 2006 | Shortlist Music Prize  | Shortlist Music Prize              | Begin to Hope        | Nominalizare |
| 2012 | MTV Video Music Awards | Best Art Direction                 | "All the Rowboats"   | Nominalizare |
| 2014 | Grammy Award           | Best Song Written for Visual Media | "You've Got Time"    | Nominalizare |